# 배기석
배기석(1987년 5월 29일 ~ 2010년 7월 21일)은 대한민국의 전 권투 선수이다. 슈퍼플라이급. 2010년 7월 17일 복싱 경기 후 숨졌다. 프로 통산 전적은 7승(4KO)7패1무.

## 생애
부산광역시 출신. 2003년 5월 프로 데뷔. 2010년 7월 17일 충청남도 예산에서 정진기와 경기에서 8회 TKO패한 뒤 나흘 뒤 사망.

## 법정 공방
유족은 경기를 주관한 한국권투위원회에 사고 책임이 있다며 소송을 제기했지만, 1, 2심 모두 패소했다.

## 같이 보기
- 최요삼
- 김득구